# Necromys urichi
Necromys urichi és una espècie de mamífer rosegador de la família dels cricètids. Viu al Brasil, Colòmbia, Trinitat i Tobago i Veneçuela. El seu hàbitat natural són els boscos tropicals perennifolis. Es creu que en realitat és un complex d'espècies.
L'espècie fou anomenada en honor del naturalista de Trinitat i Tobago Frederick William Urich.